# 陳己元
陳己元（1890年—？），又作己源，字和成，臺灣省臺北府淡水縣擺接堡外員山（今新北市中和區）人，知名漳州派廟宇建築師陳應彬之子，亦為知名大木匠師，擅長鑿花。兄陳己同，亦知名於廟宇修建。
早年隨父四處修廟，大正十四年（1925年），陳應彬修桃園景福宮，命己元入場操作，與吳海桐對場作，一戰成名。
陳己元曾修枋寮福和宮、木柵指南宮、臺北孔子廟等。